# Supercoppa di Cipro 2016
La 48ª edizione della Supercoppa di Cipro si è svolta il 10 agosto 2016 allo Stadio Neo GSP di Nicosia tra l'APOEL, vincitrice della A' Katīgoria 2015-2016 e l'Apollōn Limassol, vincitore della coppa nazionale.
A vincere il trofeo è stato, per la seconda volta nella sua storia, l'Apollōn Limassol.

## Tabellino
| Arbitro: | Demetriou |

|              |           |                       |
| Efraim 90+3’ | Marcatori | 40’ Maglica 79’ Piech |

| АPOEL | Аpollon |